# Hans Schäfer (Fußballspieler)
Johann „Hans“ Schäfer, genannt „De Knoll“ (* 19. Oktober 1927 in Köln; † 7. November 2017 ebenda), war ein deutscher Fußballspieler. Er gewann mit dem 1. FC Köln 1962 und 1964 die deutsche Meisterschaft und mit der Nationalmannschaft die Fußball-Weltmeisterschaft 1954.
Von 1949 bis 1963 absolvierte der Linksaußen und spätere Spielmacher in der Fußball-Oberliga West 356 Spiele für seinen Verein. Er war mit 223 Treffern Rekordtorschütze in der damals höchsten Spielklasse im Westdeutschen Fußballverband, nahm an drei Weltmeisterschaften teil und wurde 1963 zu Deutschlands Fußballer des Jahres gewählt.

## Laufbahn

### Vereine von 1937 bis 1965

#### Köln-Zollstock, Volkmarsen und Aufstieg in die Oberliga, 1937 bis 1949
Schäfers Vater Hugo, in Kaiserslautern geboren und von Beruf Friseur, war vom Fußball begeistert. So durfte Sohn Hans, wenn er nicht gerade dem Vater im elterlichen Salon zur Hand ging, ab 1937 bei DJK Rheinland Zollstock (später Rot-Weiss Zollstock), einem Verein im Kölner Süden, Fußball spielen. Dort wurde schnell sein außergewöhnliches Talent für die Offensive entdeckt und gefördert. Nach dem Besuch von Volks- und Mittelschule schloss er eine Friseurlehre ab und wurde 1943 im Alter von 16 Jahren im Zweiten Weltkrieg als Flakhelfer zum Kriegsdienst eingezogen. Er überstand diese Zeit unbeschadet und kehrte 1944 ins Elternhaus und zu seinem alten Verein in Zollstock zurück.
Aufgrund seiner herausragenden fußballerischen Fähigkeiten bekam Schäfer von den städtischen Lokalgrößen Angebote, für sie im Verein zu spielen. Am intensivsten bemühte sich die Spielvereinigung Sülz 07 um den Spieler. Sein späterer Wechsel von Rot-Weiss Zollstock zum 1. FC Köln vollzog sich über den Umweg des VfR Volkmarsen in Nordhessen, angeblich, um eine einjährige Wechselsperre innerhalb der britischen Besatzungszone zu vermeiden. Schäfer blieb somit im Spielbetrieb, spielte in Volkmarsen „für ’n Appel und ’n Ei“, im wahrsten Sinne des Wortes. In Köln hatte es für die Bevölkerung nur wenig Nachkriegskost gegeben, während es auf dem Lande besser aussah. Schäfer ernährte sich bei einem Bauern. Am 18. Juni 1948 – erfolgte die polizeiliche Rückmeldung in Köln.
In seinem Jahr in Nordhessen hatte er beim VfR Volkmarsen mit Heinrich Trimhold, Vater des späteren Bundesligaspielers Horst Trimhold, gespielt. Am 25. Januar 1948 gehörte Schäfer beim Auswahlspiel von Nordhessen gegen Südhessen auf dem KSV-Hessen-Platz vor 9000 Zuschauern auch dem Kader der Nordauswahl an, wo Vereinskamerad Heinrich Trimhold als Mittelläufer und der spätere Nationalspieler Karl-Heinz Metzner als rechter Außenläufer im Einsatz gewesen waren.
Schäfer unterschrieb bei dem neuen Großverein 1. FC Köln, der am 13. Februar 1948 durch die Fusion von Sülz 07 und dem Kölner BC entstanden war. Sein Debüt für den FC feierte der junge Angreifer am 6. August 1948 beim Freundschaftsspiel in Wuppertal gegen den WSV (2:2). In seiner ersten Saison 1948/49 feierte der neue Linksaußen unter Spielertrainer Hennes Weisweiler in der Rheinbezirksliga die Meisterschaft und nach zwei siegreichen Spielen gegen Bayer 04 Leverkusen den Aufstieg in die Fußball-Oberliga West. Schäfer hatte an der Seite von Torjäger Franz Alexius (23 Tore) 19 Treffer erzielt.

#### Oberliga West und Bundesliga, 1949 bis 1965
Der antrittsschnelle, kraftvolle, einsatzfreudige, trickreiche und mit hartem Schuss ausgestattete Stürmer am linken Flügel debütierte am 4. September 1949 beim Auswärtsspiel gegen Rhenania Würselen in der Oberliga West. Schäfer sicherte sich sofort einen Stammplatz in der Mannschaft von Spielertrainer Weisweiler, der den „Rohdiamanten“ aus Zollstock den letzten Feinschliff verpasste. Jahre später berichtete dieser, wie wichtig Weisweiler für seine weitere Karriere gewesen war: „Ohne Hennes, wäre ich nie Weltmeister geworden“, so Schäfer. Er absolvierte 27 Ligaspiele und erzielte dabei 17 Tore. Im Mai und November 1950 wurde er in die Regionalauswahl von Westdeutschland für Repräsentativspiele gegen Nord- beziehungsweise Süddeutschland berufen. Mit Jupp Röhrig fand Schäfer ab der Runde 1950/51 einen kongenialen Mitspieler und idealen Passgeber mit Überblick für sein Spiel. Die Kölner hatten damit einen „Traumflügel“, der sehenswert kombinierte und viele Tore erzielte. „De Knoll“, wie er mit Spitznamen genannt wurde, war aber kein sturer Linksaußen, der nur auf seiner Position „festklebte“, sondern ein kampfstarker Offensivantreiber, der immer wieder ins Sturmzentrum drängte und dort mit einmaliger Treffsicherheit massenhaft Tore erzielte.
Am 14. Oktober 1951 wurde Schäfer für das B-Länderspiel des DFB in Basel gegen die Schweiz in den Kader gerufen. Schäfer bildete zusammen mit Röhrig beim 2:0-Erfolg den linken Flügel. Am 9. November 1952 debütierte er für die A-Nationalmannschaft. Es folgten der Titel als Torschützenkönig der Oberliga West 1953 und 1954 mit jeweils 26 Treffern, und der überraschende Gewinn der Fußball-Weltmeisterschaft 1954 in der Schweiz, wo er in fünf Einsätzen vier Tore erzielte. Die internationale Presse feierte ihn als „besten Linksaußen der Welt.“
Ab dem Jahr der Fußball-Weltmeisterschaft 1958 in Schweden dominierte der 1. FC Köln die Oberliga West. Bundestrainer Sepp Herberger hatte Schäfer erstmals am 10. März 1957, beim Länderspiel in Wien gegen Österreich zum Spielführer bestimmt, eine Auszeichnung, die er in seiner Klubmannschaft erst nach dem Abschied von Jupp Röhrig im Jahr 1960 erhielt. Als er die Rolle des klug dirigierenden Halbstürmers mit seiner großen nationalen und internationalen Erfahrung selbst übernahm, „lebten“ die anderen von seiner Kunst, sie einzusetzen und anspornend zu führen. Er war jetzt der unumschränkte Mittelpunkt des Kölner Spiels. Er war der von allen Mitspielern und Entscheidungsträgern im Verein anerkannte torgefährliche Spielmacher der Elf von Präsident Franz Kremer und zugleich verlängerter Arm auf dem Spielfeld für den jeweiligen Trainer. Mussten sich Schäfer und Kollegen noch 1958 und 1959 mit der Vizemeisterschaft begnügen, so konnte sich die „Geißbock-Elf“ von 1960 bis 1963 mit vier Meisterschaften in Folge an die Spitze setzen. Beim erstmaligen Einzug ins Endspiel um die deutsche Meisterschaft 1960 wurden die Rheinländer vom Hamburger SV mit 3:2 Toren bezwungen. 1962 holte sich der 1. FC Köln mit einem 4:0-Finalsieg über den 1. FC Nürnberg erstmals die Meisterschale. Schäfers dominierende Rolle in seinem Verein bewog Bundestrainer Herberger dazu, den Routinier im Vorfeld der WM in Chile zu einem Comeback in der Nationalmannschaft zu überreden und mit ihm als Spielführer nach Südamerika zu fliegen. Nach seinem 2. Platz im Vorjahr erhält Hans Schäfer 1963 die verdiente Ehrung zum „Fußballspieler des Jahres.“ Mit 102 Stimmen siegt er deutlich vor Max Morlock mit 41 Stimmen. Ein vom Fachblatt Kicker veranstalteter Festakt zu Ehren des Kapitäns findet am 4. Oktober 1963 im Geißbockheim statt. Als weitere Auszeichnung erhält Schäfer für seine Verdienste um den 1. FC Köln als erster aktiver Spieler im Rahmen der Jahreshauptversammlung die goldene Ehrennadel mit Brillanten sowie eine Prämie von 5.000 DM.
Die kritisierten WM-Tage in Chile mit einer für ihn ungewohnten defensiven Rolle, die 1:8-Niederlage am 5. September 1962 im Europapokal der Landesmeister beim schottischen Meister FC Dundee und die 1:3-Finalniederlage am 29. Juni 1963 im letzten Endspiel um die deutsche Meisterschaft konnte Schäfer dagegen nicht in die Reihe seiner vielen Erfolge einreihen. Dies gilt aber für den Erfolg mit dem 1. FC Köln in der ersten Bundesligarunde 1963/64. Unter Trainer Georg Knöpfle holte Spielführer Schäfer mit seinen Mannschaftskameraden 1964 überlegen die zweite deutsche Meisterschaft nach Köln. Durch Verletzungsfolgen hatte Schäfer zwar in der Hinrunde in sieben von 15 Begegnungen gefehlt, aber trotz seiner bereits 36 Jahren war der Kapitän immer noch die Seele des FC-Spiels gewesen. In 22 Bundesligaspielen erzielte er zwölf Tore und er führte vor allem die Angreifer Karl-Heinz Thielen, Christian Müller, Wolfgang Overath und Heinz Hornig zu ihren meisterschaftsreifen Offensivleistungen.
Erstaunlich war in der Hinrunde 1964/65 wie der mit 37 Jahren älteste Bundesligaspieler Hans Schäfer die Mannschaft nach wie vor führte, auch wenn es mal nicht lief. Beim Europacuprückspiel am 25. November 1964 gegen Panathinaikos Athen (2:1) zog sich der Kapitän aber eine komplizierte Meniskusverletzung zu und fiel über Monate bis zum 27. März 1965 aus und konnte dadurch auch nicht an den drei Europapokalspielen im Februar und März 1965 gegen den FC Liverpool mitwirken, die erst durch den „Münzwurf von Rotterdam“ entschieden wurden. Sein letztes Spiel bestritt er am 15. Mai 1965 beim 2:2-Auswärtsremis bei Borussia Dortmund. Beim Spiel in Dortmund erzielte Schäfer sein 500. Tor im Dress des 1. FC Köln. Bereits eine Woche zuvor war der Kapitän beim Heimspiel gegen Nürnberg für seinen 700. Einsatz (Pflicht- und Freundschaftsspiele) für die Geißböcke geehrt worden.
Nach Ende der Runde 1964/65 beendete Hans Schäfer seine lange und glanzvolle Karriere endgültig. Bange fragten sich die Fans, wie man den langjährigen Kapitän und Kopf des FC-Spiels ersetzen wollte, beziehungsweise ob er überhaupt zu ersetzen war. Immerhin blieb er den Geißböcken als Co-Trainer erhalten. Der dänische Nationalspieler Ole Sörensen sollte als Lenker des Kölner Offensivspiels die Nachfolge von Hans Schäfer in der Runde 1965/66 antreten. Eine Hoffnung, die leider nicht zur Realität wurde. Am 28. Mai 1967 bestritt der ehemalige FC-Torwart Frans de Munck im Dress von Vitesse Arnheim sein Abschiedsspiel. Auf Wunsch von de Munck war der FC der Gegner. Die Kölner gewannen das Freundschaftsspiel mit 7:1 – Hans Schäfer feierte zu Ehren de Muncks ein umjubeltes „Comeback“. Vor der Saison 1967/68 lehnte er ein Cheftrainer-Angebot des VfB Stuttgart ab.

### Nationalmannschaft, 1951 bis 1962

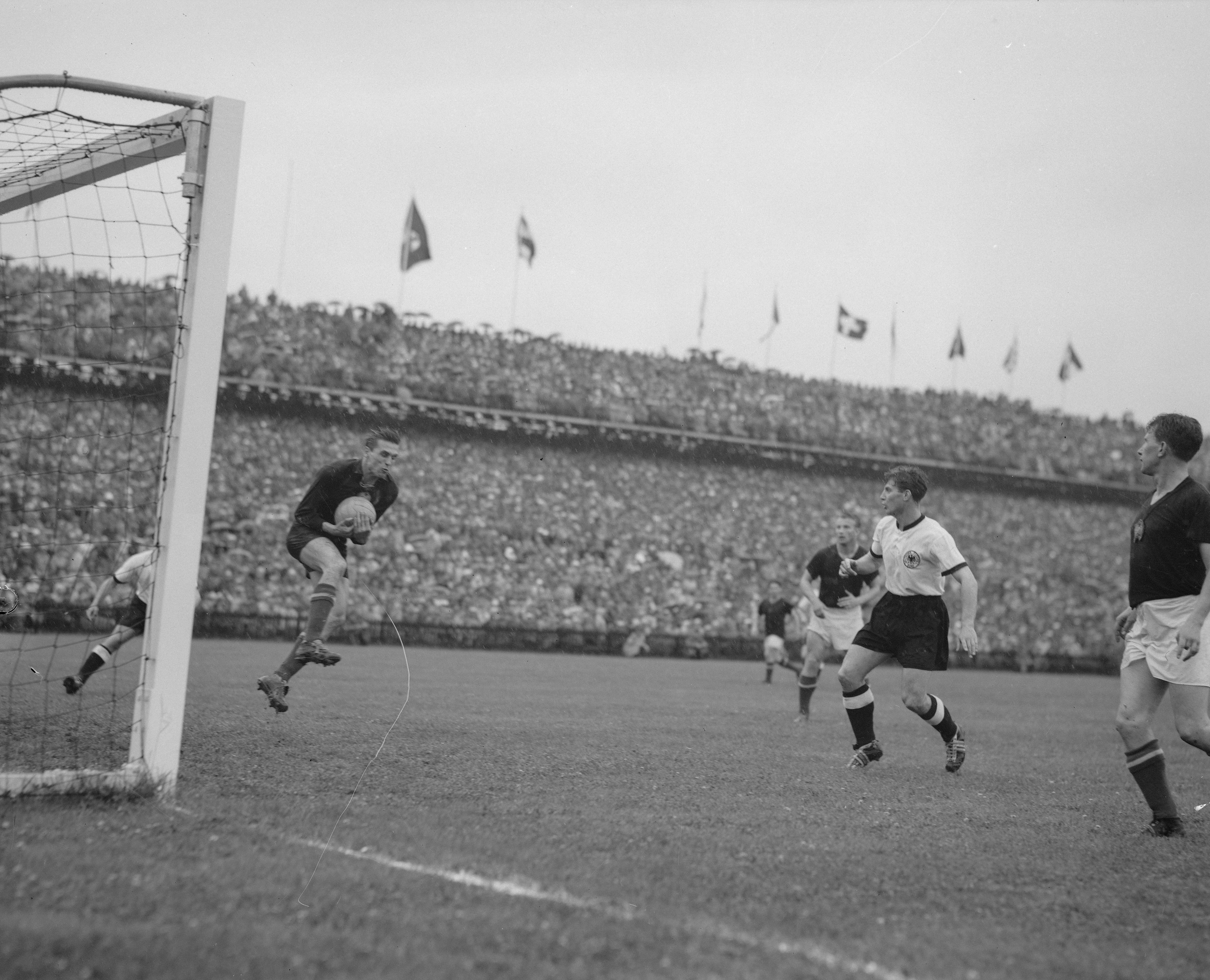
Hans Schäfer beim WM-Finale 1954 im Einsatz gegen Ungarn

Bundestrainer Herberger hatte das Kölner Flügelstürmertalent bereits in den Repräsentativspielen von Westdeutschland im Mai und November 1950, in dem inoffiziellen Länderspiel am 4. April 1951 in Essen gegen das Saarland und beim B-Länderspiel am 14. Oktober 1951 gegen die Schweiz gesichtet, ehe Schäfer am 9. November 1952 in Augsburg gegen die Schweiz erstmals in der A-Nationalmannschaft zum Einsatz kam. Danach stürmte er auch in den WM-Qualifikationsspielen gegen Norwegen und das Saarland. Bei der Weltmeisterschaft in der Schweiz selbst gehörte er dem deutschen Überraschungsteam an, das sich mit 3:2 Toren am 4. Juli 1954 im Finale in Bern gegen die favorisierten Ungarn den Titel eroberte. Er trug dabei die Rückennummer 20. Als in der 84. Minute das entscheidende Tor fiel, kommentierte der Radioreporter Herbert Zimmermann wie folgt:

„Jetzt Deutschland am linken Flügel durch Schäfer – Schäfers Zuspiel zu Morlock wird von den Ungarn abgewehrt – und Bozsik, immer wieder Bozsik, der rechte Läufer der Ungarn am Ball. Er hat den Ball … verloren – diesmal gegen Schäfer – Schäfer nach innen geflankt – Kopfball – abgewehrt – aus dem Hintergrund müsste Rahn schießen – Rahn schießt! Toooor! Tooor! Tooor! Tooor!“

Im AGON-Buch über die Fußball-Weltmeisterschaft 1954 wird angeführt, dass die internationale Presse den Kölner nach dem Triumph mit der Schlagzeile „der beste Linksaußen der Welt!“ betitelt habe. Auch der Reporter Rudi Michel schrieb, „nachdem die deutsche Elf mit Schäfer 1954 Weltmeister geworden war, wählten ihn die Kritiker zum besten Linksaußen.“
Als der Titelverteidiger Deutschland 1958 bei der Weltmeisterschaft in Schweden den vierten Rang belegte, war Schäfer in allen sechs Partien der DFB-Elf als Spielführer im Einsatz und erzielte drei Tore. Nach einer fast dreijährigen Pause kehrte er am 11. April 1962, beim letzten Länderspiel vor dem WM-Turnier 1962 in Chile, in Hamburg gegen Uruguay in die Nationalmannschaft zurück. Im Vorfeld der Weltmeisterschaft wurden die potentiellen FC-Kandidaten wie Sturm, Schnellinger, Thielen und Wilden öfters von Bundestrainer Herberger oder seinem Assistenten Schön beobachtet. Dabei rückte plötzlich ein Mann wieder in den Fokus der Nationalelf: Hans Schäfer. Der Kapitän befand sich trotz seiner mittlerweile bereits 34 Jahre in bestechender Form und glänzte als Regisseur, Vorbereiter und Vollstrecker. Doch nun, im Herbst seiner Karriere, hatte sich der Geschäftsmann eine sichere Existenz aufgebaut. Sport und Beruf hielten Schritt. In einem Interview Anfang März 1962 mit der Kölner Rundschau ließ Schäfer dann die Katze aus dem Sack: „Wenn man mir eine Chance gibt, bei der Weltmeisterschaft 1962 in Chile zu spielen, dann bin ich bereit!“ In Südamerika führte er die Herberger-Mannschaft als Spielführer in allen vier WM-Spielen gegen Italien, Schweiz, Chile und Jugoslawien auf das Feld. Nach seinem 39. Länderspiel, der 0:1-Niederlage am 10. Juni in Santiago gegen Jugoslawien, beendete er endgültig seine zehn Jahre währende Laufbahn in der Nationalmannschaft.
Herberger würdigte seine Leistungen in der Nationalmannschaft mit folgenden Worten:

„Von allen Linksaußen unter unseren Nationalspielern war Hans Schäfer der zielstrebigste.“

## Neben der Spielerkarriere
Am 28. April 1953 heiratete Hans Schäfer Isis Wolf (1931–2023), die Tochter des damaligen DFB-Schiedsrichterobmanns Degenhard Wolf, und plante die Zeit nach seiner aktiven Laufbahn. Er wurde Praktikant in der Parfümerieabteilung einer Kaufhof-Filiale in Köln. Ab 1956 betrieb er in Köln eine Tankstelle an der Ecke Lindenthalgürtel/Dürener Straße. 1967 kam eine zweite am Bonner Wall hinzu. Beide Geschäfte verpachtete er später.
Von 1966 bis 1969 war er Co-Trainer beim 1. FC Köln, bevor er dem Fußballgeschäft den Rücken kehrte.

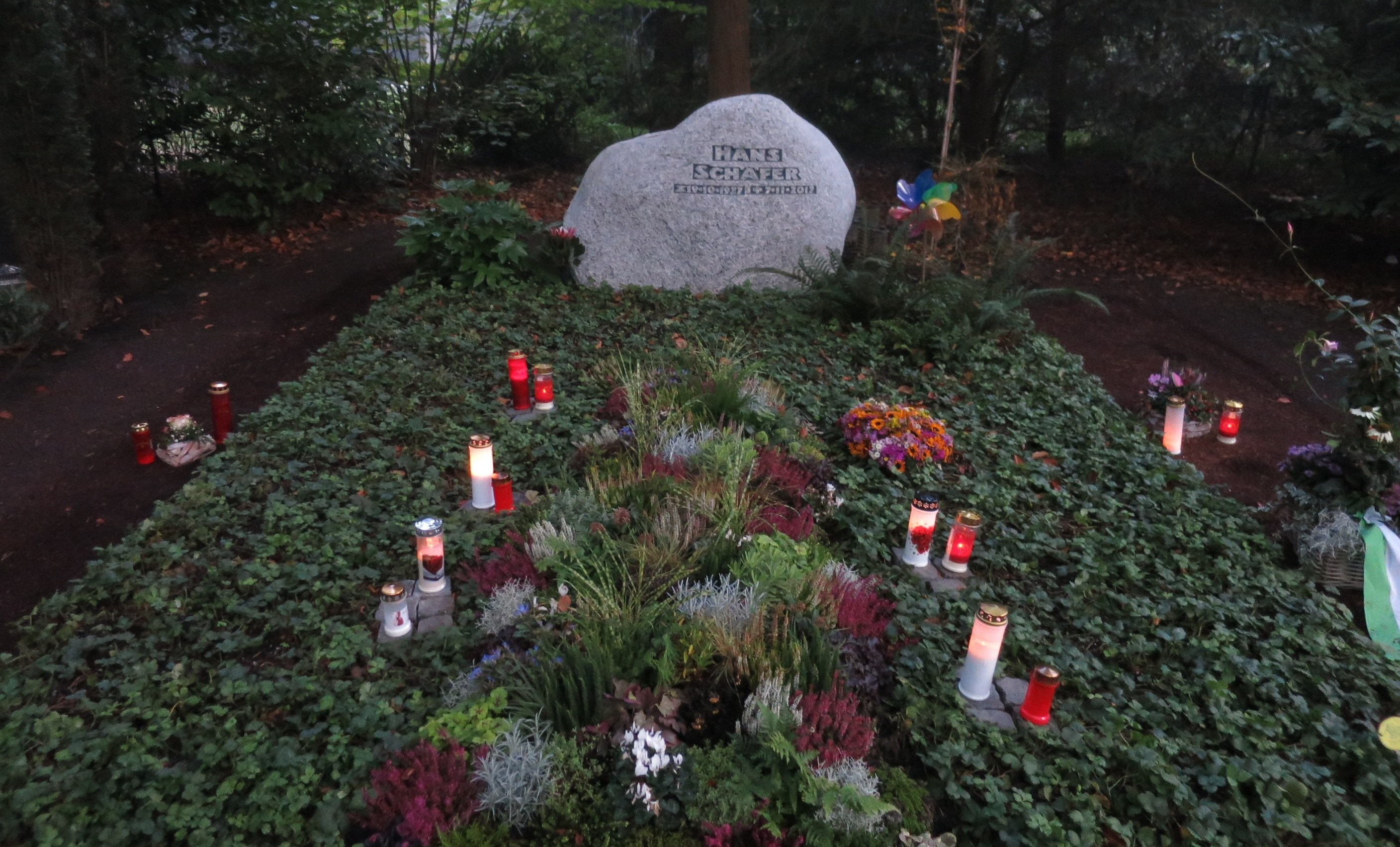
Grabstätte, Oktober 2019

Nach seiner Karriere widmete er sich ganz seiner Tätigkeit als alleiniger Repräsentant einer Promotion- und Werbeservicefirma, die ursprünglich vom FC-Vereinspräsidenten und Schäfer-Förderer Franz Kremer gegründet worden war. Schäfer gehörte als gewähltes Mitglied zum sechsköpfigen Ehrenrat des 1. FC Köln. Der Vater zweier Töchter lebte im Kölner Stadtteil Lindenthal und wollte keinen großen Rummel um seine Person; er starb am 7. November 2017 im Alter von 90 Jahren. Sein Grab befindet sich in Flur 22 auf dem Südfriedhof in Köln-Zollstock.

## Auszeichnungen und Ehrungen

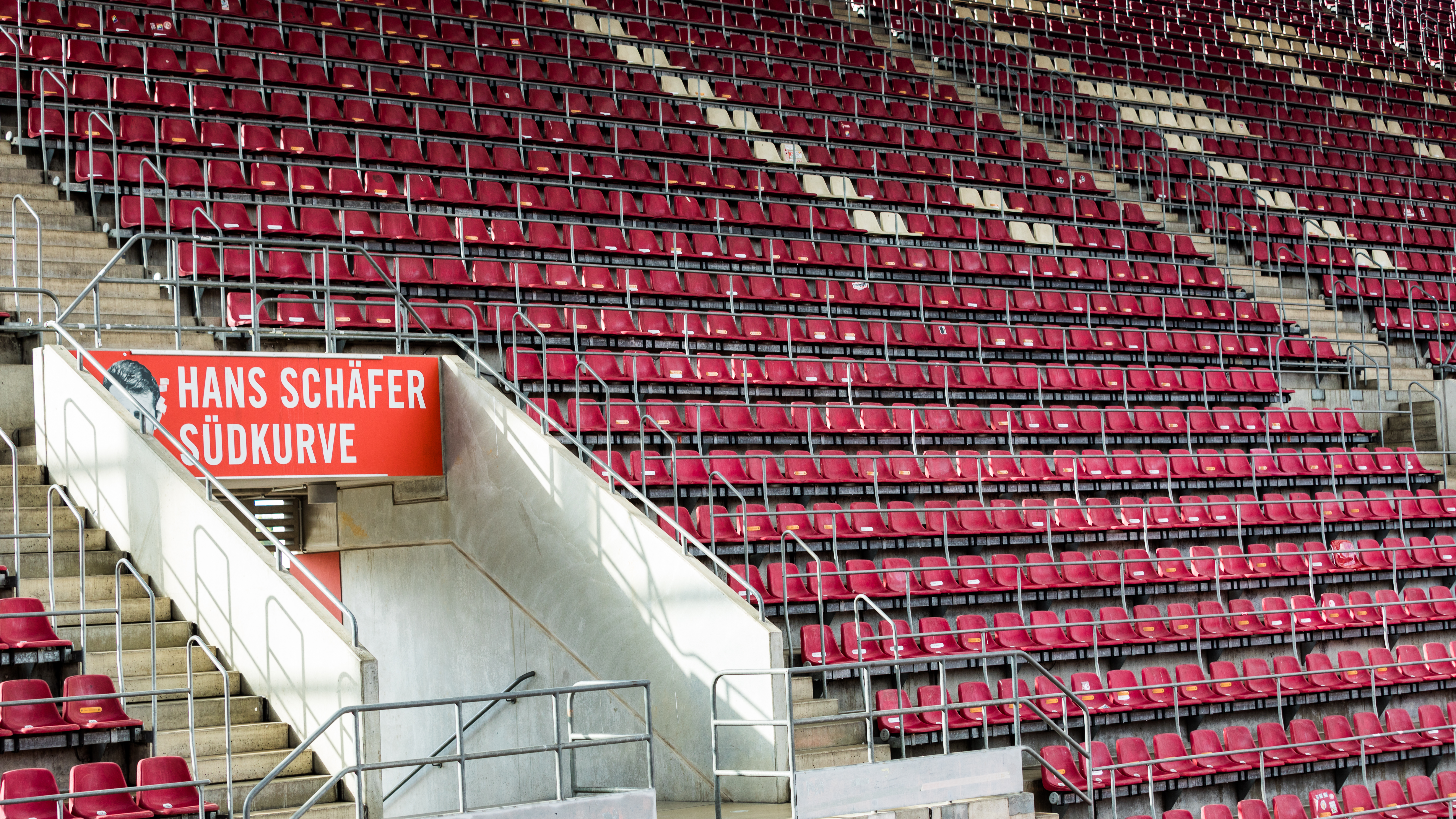
Hans-Schäfer-Südkurve im RheinEnergieStadion

- Im August 2018 wurde vor dem Heimspiel des 1. FC Köln gegen den 1. FC Union Berlin die „Hans-Schäfer-Südkurve“ im RheinEnergieStadion enthüllt.
- Auf der Gala zum 70. Vereinsjubiläum des 1. FC Köln im November 2018 wurde Schäfer postum in die neu ins Leben gerufene vereinsinterne Ruhmeshalle aufgenommen.[23]

## Statistik
- 2 B-Länderspiele, 3 Tore
- 39 A-Länderspiele, 15 Tore
- 1. Bundesliga: 39 Spiele, 20 Tore
- Oberliga West: 356 Spiele, 223 Tore
- Landesliga: 26 Spiele, 18 Tore
- Endrunde um die deutsche Meisterschaft: 37 Spiele, 13 Tore
- DFB-Pokal: 12 Spiele, 6 Tore
- Westdeutscher Pokal: 20 Spiele, 18 Tore
- Europapokal der Landesmeister; Europapokal der Pokalsieger; UEFA-Pokal: 14 Spiele, 2 Tore

## Erfolge
- 1949 Aufstieg in die Oberliga West
- 1954 Weltmeister
- 1954 DFB-Pokal-Finale
- 1960, 1963 und 1965 Deutscher Vize-Meister
- 1962 und 1964 Deutscher Meister

## Film
Im Spielfilm Das Wunder von Bern aus dem Jahr 2003 wurde Hans Schäfer von Martin Bretschneider dargestellt.